# Трийодтиронин
Трийодтиронинът (Т3) е тироиден хормон, секретиран от щитовидната жлеза. За синтеза му е необходим йод, който клетките на щитовидната жлеза имат способност да извличат от кръвната плазма. Т3 регулира нормалния растеж и развитие на организма, енергийния баланс, въглехидратната и мастната обмяна и дейността на нервната система.